# Pankrazberg
Die Ortschaft Pankrazberg ist einer von zwei Ortsteilen und der Hauptort der im Zillertal gelegenen Gemeinde Fügenberg. Wie viele Bergsiedlungen in dieser Gegend verfügt auch Pankrazberg über keinen echten Ortskern, sondern besteht hauptsächlich aus einer Vielzahl von Gehöften, die sich südlich des benachbarten Ortsteils Fügenberg über den namensgebenden Pankrazberg am westlichen Talhang des Zillertales erstrecken. Zur Ortschaft gehören neben der Rotte Pankrazberg die Streusiedlungen Hinterberg, Hochfügen, Kleinboden und Pankrazberg-Zerstreute Häuser sowie zahlreiche Einzelhöfe und Almen.
Pankrazberg liegt an der Hochfügen-Straße, die in Fügen ihren Ausgangspunkt hat und von dort über knapp 14 Kilometer zum 1480 Meter hoch gelegenen Hochfügen hinaufführt.

## Geschichte
Die Siedlungsgeschichte des Ortes geht bis in das Mittelalter zurück, die ursprüngliche Ortsbezeichnung lautete dabei zunächst Swentberg. Erst im Jahr 1385 ist die früheste urkundliche Erwähnung als Pankrazienberg nachweisbar, wobei der Name von der dem hl. Pankratius geweihten Kirche kommt. Als Tirol nach den Napoleonischen Kriegen wieder österreichisch wurde, erfolgte 1816 im Zuge der Tiroler Gemeindeverfassung der Zusammenschluss der beiden Orte Pankrazberg und Fügenberg zur Gemeinde Fügenberg.